# Культурогенез
Культурогенез — процес появи і становлення культури будь-якого народу і народності загалом і появи культури як такої в первісному суспільстві.
На даний момент не існує єдиної теорії появи культури.

## Трудова теорія
Ця теорія є однією з найпоширеніших. Її автор, Фрідріх Енгельс, виклав свої думки в своїй роботі «Походження родини, приватної власності та держави»:

Свідомість виникла в тій групі приматів, яка частіше за інших користувалася предметами. Це було відмічено еволюцією, що призвело до звільнення верхніх кінцівок для оперування предметами. Концентрація уваги на верхніх кінцівках привела до збільшення ділянки головного мозку, що відповідає за зв'язок з цими кінцівками (лобові частки).

За цією теорією, оперування знаряддями праці призвело до розвитку мозку і, відповідно, розвитку творчої уяви.

## Символічна теорія
Символічна теорія культурогенезу була розвинена в працях Ернста Кассірера. На думку Кассірера, в процесі еволюції людини система рецепторів, за допомогою якої біологічні види отримують зовнішні стимули, і система ефекторів, через яку вони реагують на ці стимули, була доповнена третьою - символьною системою. Символи розглядаються як рухливі і мінливі, і на відміну від сигналів, що використовувалися в експериментах Павлова і подібних, не мають чітких прив'язок до фізичного буття.  
Символьна система стає своєрідним посередником людини і світу. Людина стає «настільки зануреною в лінгвістичні форми, художні образи, міфічні символи або релігійні ритуали, що не може нічого бачити і знати без втручання цього штучного посередника». Кассірер розрізняв 5 символічних форм - мову, міф, релігію, мистецтво і науку, незалежні одна від одної. Розвиток символьних форм дозволяє людству долати обмеженість і конечність, звільнитися від страху реального світу. 

## Психоаналітична концепція
Автором психоаналітичної концепції культурогенезу є З. Фрейд, що виклав її в трудах «Тотем і табу», «Сон і міф». В основу концепції походження культури З. Фрейдом покладено гіпотезу про винятковий вплив позасвідомих імпульсів на поведінку людини та визнання антагонізму між природним началом в людині і культурою. За З. Фрейдом, культура ґрунтується на відмові у задоволенні бажань позасвідомого та існує за рахунок сублімованої енергії статевого потягу («лібідо»). 
Фрейд розглядає процес розвитку культури починаючи з системи тотемів і табу у архаїчних племен, що розглядаються як основні регулятори усіх сторін суспільного життя людей і свідчення відриву людини від природи. Подальший розвиток культури на думку Фрейда поглиблює цей розрив, спричиняє у людини почуття провини в силу неможливості реалізувати свій біологічний потенціал, виникнення у людини невротичних станів на цьому ґрунті.
Фрейдистська методологія пізнання сутності культури широко використовувалась його послідовниками, зокрема Е. Фроммом, К.Г. Юнгом.